# Боянус, Карл Карлович
Карл Карлович Боянус (24 августа [5 сентября] 1818, Санкт-Петербург, Российская империя — 28 мая 1897, имение Ключи, Самарской губернии, Российская империя) — русский врач-гомеопат, почетный член Санкт-Петербургского общества врачей-гомеопатов, автор многих научных работ по медицине и гомеопатии.

## Биография
К. К. Боянус родился 24 августа (5 сентября) 1818 года, в Санкт-Петербурге в семье банковского служащего, гессен-дармштадтского подданного, Карла Людвига Боянуса. Его отец был родным братом Людвига Генриха Боянуса, известного профессора анатомии и ветеринарии Виленского университета.
С трёхлетнего возраста, когда Карл потерял свою мать, он воспитывался в школе при лютеранской церкви Святого Петра. Там же, в гимназии Петришуле Карл получил первоначальное образование, но окончить школу не сумел из-за недостатка средств. Юноше пришлось поступить на службу в торговый дом. Спустя два года, благодаря упорному труду и бесплатному обучению у выдающегося преподавателя, доктора прав Бессона, Боянус выдержал экзамен зрелости и поступил в Санкт-Петербургскую Медико-Хирургическую Академию. В 1841 году Боянус перевелся на медицинский факультет Московского университета. В 1845 году он окончил Московский Университет со степенью лекаря.
В 1841 году, будучи студентом Московского Университете, он познакомился с музыкантом Леопольдом Фёдоровичем Лангером, который сыграл важную роль в жизни Карла Боянуса. Всесторонне образованный и начитанный человек, Лангер, не будучи врачом, тем не менее был поклонником учения доктора Х. Ганемана и гомеопатии как науки о лечении «подобного подобным». Он был старше Карла на 17 лет. Знакомство переросло в дружбу на долгие годы, вплоть до смерти Леопольда Фёдоровича в 1884 году.
С 1845 по 1863 годах Боянус работал частным и удельным врачом. Историю своего перехода в гомеопатию и своей врачебной деятельности в целом Боянус изложил в работе "Как и почему я сделался гомеопатом" (1887). В 1863—1884 годах практиковал в Москве как частный врач-гомеопат. В 1884 году Боянус покинул Москву и поселился в имении Ключи Самарской губернии, где у него был свой дом, и жил там до своей смерти, которая последовала в 1897 году. Похоронен на местном кладбище.

## Научные труды
Автор книги «Гомеопатия в России», вышедшей в 1880 году на немецком и в значительно расширенной версии в 1882 году на русском, нескольких брошюр и многочисленных публикаций в российских, немецких, французских, английских и американских гомеопатических журналах. Три его сына (Максимилиан, Карл и Николай) также стали врачами-гомеопатами, а вторая жена, Ольга Семеновна Давыдова, урождённая Хлюстина (1837—1910), дочь С. С. Хлюстина, была избрана в 1884 году почетным членом Американского института гомеопатии «за выдающиеся заслуги, оказанные гомеопатии», выразившиеся в помощи в подготовке многочисленных рефератов, которые были опубликованы в журнале Института. Представлял Россию в 1893 году на Всемирном гомеопатическом конгрессе в Чикаго.

## Семья
Первой женой Боянуса стала немка из Прибалтики Шарлотта Молленауэр. В этом браке были рождены три сына – Максимилиан, Николай и Карл. Вторая жена (с 1867 г.) - русская православная дворянка Ольга Семеновна Хлюстина родила Боянусу еще троих сыновей и двух дочерей – Алексея, Александра, Семена, Любовь и Веру. Ольга Семеновна помогала Карлу Карловичу в научной деятельности - переводила и переписывала его труды.